# Sospita
Genre
Sospita est un genre d'insectes coléoptères prédateurs de la famille des coccinellidés.
Une seule espèce est présente en Europe :
- Sospita vigintiguttata (Linnaeus 1758)